# Coleobonzia snowi
Coleobonzia snowi är en spindeldjursart som först beskrevs av Baker och Hoffmann 1948.  Coleobonzia snowi ingår i släktet Coleobonzia och familjen Cunaxidae. Inga underarter finns listade i Catalogue of Life.